# Ровнополь (Волновахский район)
Ро́внополь (укр. Рівнопіль) — село на Украине, находится в Волновахском районе Донецкой области. Площадь села — 1.68 км².
Код КОАТУУ — 1421586801. Население по переписи 2001 года составляет 1 427 человек. Почтовый индекс — 85760. Телефонный код — 6244.
В селе родился Чупрун Вадим Прокофьевич — украинский политик, председатель Донецкой областной государственной администрации.
С марта 2022 года оккупировано российскими войсками.

## История

### ПериодРоссийской империи
Село основано в 1858 году в качестве еврейской колонии № 16 Александровского уезда Екатеринославской губернии — Равнополь. Первыми жителями стали переселенцы из Ковенской, Могилевской и Виленской губерний: 45 семей, 124 ревизских души на 1083 десятин земли.
С 1874 г. колония в Мариупольском уезде.
В 1877 г. была открыта синагога. В 1903 г. была открыта одноклассная школа.
Инспекция колонии министром государственного имущества Российской империи М. Н. Островским (в 1892 г.) преследовала цель подтвердить реальность существования еврейских колоний.
По переписи 1897 г. 82 % евреев. Были также хозяйства немцев-колонистов.
Основные культуры: 47,9 % — ячмень, 32 % — яровая пшеница.

### ПериодСоветского Союза
Власть Советов установили в декабре 1917 г. Тем не менее грабежи со стороны махновцев, деникинцев и красных банд продолжались еще несколько лет. С установлением мира в колонии осталось 340 жителей, из них 300 евреев, все земледельцы.
Ровнополь входил в состав Богословского, а с 1923 г. — Зачатовского сельсовета Люксембургского района, позже Жовтневого района.
В еврейской трехлетней трудовой школе в 1924/1925 учебном году обучалось 59 учащихся.
В 1929 г. был организован колхоз.
Летом 1941 г. большинство еврейского населения эвакуировались в восточные районы СССР или были мобилизованы в армию (30 жителей погибли в ее рядах).
Во время советского правления и немецкой оккупации название села переименовали; Равнополье, Латен-Хутор и Латышная.
В 1964 г. — в структуре Донецкой птицефабрики. Разорялось 4746 га.

### Российско-украинская война
В марте 2022 года в ходе вторжения России в Украину российские войска захватили населённый пункт. Но 25 июня 2023 года в ходе украинского контрнаступления он освобождён Украиной. 13 ноября 2024 года вновь оккупирован.

## Население
По данным переписи 2001 года население села составило 1427 человек, из них 82,83 % отметили родной язык украинский, 16,47 % — русский, 0,35 % — белорусский, 0,21 % — греческий, 0,07 % — армянский и гагаузский языки.

## Адрес местного совета
85760, Донецкая область, Волновахский р-н, с. Ровнополь, ул. Донецкая, 43